# سهره طلایی (فیلم)
سهره طلایی (انگلیسی: The Goldfinch) یک فیلم در ژانر درام به کارگردانی جان کرولی است که در سال ۲۰۱۹ منتشر شد.

## بازیگران
- اوکس فگلی
- انسل الگورت
- نیکول کیدمن
- جفری رایت
- لوک ویلسون
- سارا پلسون
- آنورین برنارد
- نینا هارتلی
- فین ولفهارد
- رابرت جوی
- بوید گینس
- لوک کلینتنک
- دنی اوهر
- جوی اسلوتنیک
- پیتر جکوبسن